# Liste des lauréats et nommés français aux Golden Globes
Cet article présente la liste des lauréats et nommés français aux Golden Globes.
Cette page répertorie les nominations et les récompenses qui concernent les Français, ainsi que les productions ou coproductions françaises (ce qui inclut les films étrangers financés par la France).

## Catégories

### Cecil B. DeMille Award
Sorte de « Golden Globe d'honneur » qui récompense la carrière d'un cinéaste connu.
| Année | Lauréat           |
| ----- | ----------------- |
| 1959  | Maurice Chevalier |

### Golden Globe du meilleur film dramatique, dumeilleur film musical ou comédie& dumeilleur film d'animation
| Année | Catégorie                        | Statut  | Film                    | Réalisateur                  |
| ----- | -------------------------------- | ------- | ----------------------- | ---------------------------- |
| 1975  | Meilleur film dramatique         | Lauréat | Chinatown               | Roman Polanski               |
| 1983  | Meilleur film dramatique         | Nommé   | Porté disparu (Missing) | Constantin Costa-Gavras      |
| 2003  | Meilleur film dramatique         | Nommé   | Le Pianiste             | Roman Polanski               |
| 2011  | Meilleur film d'animation        | Nommé   | Moi, moche et méchant   | Pierre Coffin & Chris Renaud |
| 2011  | Meilleur film d'animation        | Nommé   | L'Illusioniste          | Sylvain Chomet               |
| 2012  | Meilleur film musical ou comédie | Lauréat | The Artist              | Michel Hazanavicius          |
| 2014  | Meilleur film d'animation        | Nommé   | Moi, moche et méchant 2 | Pierre Coffin & Chris Renaud |
| 2017  | Meilleur film d'animation        | Nommé   | Ma vie de Courgette     | Claude Barras                |
| 2024  | Meilleur film dramatique         | Nommé   | Anatomie d'une chute    | Justine Triet                |

### Golden Globe du meilleur réalisateur
| Année | Statut  | Réalisateur             | Film                    |
| ----- | ------- | ----------------------- | ----------------------- |
| 1967  | Nommé   | Claude Lelouch          | Un homme et une femme   |
| 1975  | Lauréat | Roman Polanski          | Chinatown               |
| 1981  | Nommé   | Roman Polanski          | Tess                    |
| 1982  | Nommé   | Louis Malle             | Atlantic City           |
| 1983  | Nommé   | Constantin Costa-Gavras | Porté disparu (Missing) |
| 1985  | Nommé   | Roland Joffé            | La Déchirure            |
| 1987  | Nommé   | Roland Joffé            | Mission                 |
| 1991  | Nommé   | Barbet Schroeder        | Le Mystère von Bülow    |
| 2012  | Nommé   | Michel Hazanavicius     | The Artist              |

### Golden Globe de la meilleure actrice,Golden Globe de la meilleure actrice dans un film dramatique&Golden Globe de la meilleure actrice dans un film musical ou une comédie
| Année | Statut   | Actrice              | Film                                 | Catégorie                                             |
| ----- | -------- | -------------------- | ------------------------------------ | ----------------------------------------------------- |
| 1959  | Nommée   | Leslie Caron         | Gigi                                 | Meilleure actrice dans un film musical ou une comédie |
| 1960  | Nommée   | Simone Signoret      | Les Chemins de la haute ville        | Meilleure actrice dans un film dramatique             |
| 1961  | Nommée   | Capucine             | Le Bal des adieux (Song without End) | Meilleure actrice dans un film musical ou une comédie |
| 1962  | Nommée   | Leslie Caron         | Fanny                                | Meilleure actrice dans un film dramatique             |
| 1964  | Lauréate | Leslie Caron         | La Chambre indiscrète                | Meilleure actrice dans un film dramatique             |
| 1964  | Nommée   | Romy Schneider       | Le Cardinal                          | Meilleure actrice dans un film dramatique             |
| 1966  | Nommée   | Simone Signoret      | La nef des fous                      | Meilleure actrice dans un film dramatique             |
| 1966  | Lauréate | Anouk Aimée          | Un homme et une femme                | Meilleure actrice dans un film dramatique             |
| 1994  | Nommée   | Juliette Binoche     | Trois couleurs : Bleu                | Meilleure actrice dans un film dramatique             |
| 1997  | Nommée   | Kristin Scott Thomas | Le Patient anglais                   | Meilleure actrice dans un film dramatique             |
| 2001  | Nommée   | Juliette Binoche     | Le Chocolat                          | Meilleure actrice dans un film musical ou une comédie |
| 2008  | Lauréate | Marion Cotillard     | La Môme                              | Meilleure actrice dans un film musical ou une comédie |
| 2009  | Nommée   | Kristin Scott Thomas | Il y a longtemps que je t'aime       | Meilleure actrice dans un film dramatique             |
| 2010  | Nommée   | Marion Cotillard     | Nine                                 | Meilleure actrice dans un film musical ou une comédie |
| 2013  | Nommée   | Marion Cotillard     | De rouille et d'os                   | Meilleure actrice dans un film dramatique             |
| 2014  | Nommée   | Julie Delpy          | Before Midnight                      | Meilleure actrice dans un film musical ou une comédie |
| 2017  | Lauréate | Isabelle Huppert     | Elle                                 | Meilleure actrice dans un film dramatique             |
| 2022  | Nommée   | Marion Cotillard     | Annette                              | Meilleure actrice dans un film musical ou une comédie |
| 2024  | Nommée   | Sandra Hüller        | Anatomie d'une chute                 | Meilleure actrice dans un film musical ou une comédie |

### Golden Globe du meilleur acteur,Golden Globe du meilleur acteur dans un film dramatique&Golden Globe du meilleur acteur dans un film musical ou une comédie
| Année | Statut  | Acteur            | Film               | Catégorie                                           |
| ----- | ------- | ----------------- | ------------------ | --------------------------------------------------- |
| 1953  | Nommé   | Charles Boyer     | Sacré Printemps... | Meilleur acteur dans un film dramatique             |
| 1958  | Nommé   | Maurice Chevalier | Ariane             | Meilleur acteur dans un film musical ou une comédie |
| 1959  | Nommé   | Maurice Chevalier | Gigi               | Meilleur acteur dans un film musical ou une comédie |
| 1962  | Nommé   | Maurice Chevalier | Fanny              | Meilleur acteur dans un film dramatique             |
| 1991  | Lauréat | Gérard Depardieu  | Green Card         | Meilleur acteur dans un film musical ou une comédie |
| 2012  | Lauréat | Jean Dujardin     | The Artist         | Meilleur acteur dans un film musical ou une comédie |
| 2021  | Nommé   | Tahar Rahim       | Désigné coupable   | Meilleur acteur dans un film dramatique             |

### Golden Globe du meilleur film étranger
Plusieurs films d'un même pays peuvent être nommés la même année, contrairement à l'Oscar équivalent. Pour être nommé, le film doit avoir été distribué dans son pays d'origine les 14 mois précédant la cérémonie, une distribution américaine n'est pas obligatoire.
| Année de la cérémonie | Statut   | Film                                    | Réalisateur                         |
| --------------------- | -------- | --------------------------------------- | ----------------------------------- |
| 1960                  | Lauréat  | Orfeu Negro                             | Marcel Camus                        |
| 1963                  | Nommé    | Les Dimanches de Ville d'Avray          | Serge Bourguignon                   |
| 1964                  | Nommé    | Mélodie en sous-sol                     | Henri Verneuil                      |
| 1966                  | Nommé    | Les parapluies de Cherbourg             | Jacques Demy                        |
| 1966                  | Nommé    | La ronde                                | Roger Vadim                         |
| 1967                  | Lauréat  | Un homme et une femme                   | Claude Lelouch                      |
| 1967                  | Nommé    | Pas question le samedi                  | Alex Joffé                          |
| 1968                  | Lauréat  | Vivre pour vivre                        | Claude Lelouch                      |
| 1969                  | Nommé    | Baisers volés                           | François Truffaut                   |
| 1969                  | Nommé    | La mariée était en noir                 | François Truffaut                   |
| 1970                  | Lauréat  | Z                                       | Constantin Costa-Gavras             |
| 1971                  | Lauréat  | Le Passager de la pluie                 | René Clément                        |
| 1971                  | Nommé    | Borsalino                               | Jacques Deray                       |
| 1971                  | Nommé    | L'Aveu                                  | Constantin Costa Gavras             |
| 1971                  | Nommé    | Le Client de la morte saison            | Moshé Mizrahi                       |
| 1972                  | Nommé    | Le genou de Claire                      | Éric Rohmer                         |
| 1972                  | Nommé    | Mourir d'aimer                          | André Cayatte                       |
| 1973                  | Nommé    | Le Charme discret de la bourgeoisie     | Luis Buñuel                         |
| 1973                  | Nommé    | La Nuit américaine                      | François Truffaut                   |
| 1973                  | Nommé    | État de siège                           | Constantin Costa-Gavras             |
| 1974                  | Nommé    | Les Aventures de Rabbi Jacob            | Gérard Oury                         |
| 1974                  | Nommé    | Lacombe Lucien                          | Louis Malle                         |
| 1975                  | Nommé    | Toute une vie                           | Claude Lelouch                      |
| 1975                  | Nommé    | Section spéciale                        | Constantin Costa-Gavras             |
| 1976                  | Nommé    | Cousin, cousine                         | Jean-Charles Tacchella              |
| 1976                  | Nommé    | L'Argent de poche                       | François Truffaut                   |
| 1978                  | Nommé    | Cet obscur objet du désir               | Luis Buñuel                         |
| 1978                  | Nommé    | La vie devant soi                       | Moshé Mizrahi                       |
| 1978                  | Nommé    | Un éléphant ça trompe énormément        | Yves Robert                         |
| 1979                  | Nommé    | Préparez vos mouchoirs                  | Bertrand Blier                      |
| 1980                  | Lauréat  | La Cage aux folles                      | Édouard Molinaro                    |
| 1982                  | Lauréat  | Tess                                    | Roman Polanski                      |
| 1982                  | Nommé    | Le Dernier Métro                        | Francois Truffaut                   |
| 1983                  | Nommé    | Atlantic City                           | Louis Malle                         |
| 1983                  | Nommé    | La guerre du feu                        | Jean-Jacques Annaud                 |
| 1985                  | Nommé    | Carmen                                  | Francesco Rosi                      |
| 1985                  | Nommé    | La diagonale du fou                     | Richard Dembo                       |
| 1985                  | Nommé    | Un dimanche à la campagne               | Bertrand Tavernier                  |
| 1987                  | Nommé    | 37°2 le matin                           | Jean-Jacques Beineix                |
| 1987                  | Nommé    | Trois Hommes et un couffin              | Coline Serreau                      |
| 1988                  | Nommé    | Au revoir les enfants                   | Louis Malle                         |
| 1988                  | Nommé    | Jean de Florette                        | Claude Berri                        |
| 1990                  | Nommé    | Camille Claudel                         | Bruno Nuytten                       |
| 1990                  | Nommé    | Une affaire de femmes                   | Claude Chabrol                      |
| 1991                  | Lauréat  | Cyrano de Bergerac                      | Jean-Paul Rappeneau                 |
| 1992                  | Nommé    | La Double Vie de Véronique              | Krzysztof Kieślowski                |
| 1992                  | Nommé    | Madame Bovary                           | Claude Chabrol                      |
| 1992                  | Nommé    | Nikita                                  | Luc Besson                          |
| 1993                  | Lauréat  | Indochine                               | Régis Wargnier                      |
| 1993                  | Nommé    | Tous les matins du monde                | Alain Corneau                       |
| 1994                  | Nommé    | Trois couleurs : Bleu                   | Krzysztof Kieślowski                |
| 1995                  | Lauréat  | Farinelli                               | Gérard Corbiau                      |
| 1995                  | Nommé    | La reine Margot                         | Patrice Chéreau                     |
| 1995                  | Nommé    | Trois couleurs : Rouge                  | Krzysztof Kieślowski                |
| 1996                  | Lauréat  | Les Misérables                          | Claude Lelouch                      |
| 1996                  | Nommé    | Gazon maudit                            | Josiane Balasko                     |
| 1997                  | Nommé    | Le huitième jour                        | Jaco Van Dormael                    |
| 1997                  | Nommé    | Ridicule                                | Patrice Leconte                     |
| 1998                  | Lauréat  | Ma vie en rose                          | Alain Berliner                      |
| 1998                  | Nommé    | Artemisia                               | Agnès Merlet                        |
| 2000                  | Nommé    | Est-Ouest                               | Régis Wargnier                      |
| 2000                  | Nommé    | La Fille sur le pont                    | Patrice Leconte                     |
| 2001                  | Nommé    | La Veuve de Saint-Pierre                | Patrice Leconte                     |
| 2002                  | Nommé    | Le Fabuleux Destin d'Amélie Poulain     | Jean-Pierre Jeunet                  |
| 2003                  | Nommé    | Balzac et la petite tailleuse chinoise  | Dai Sijie                           |
| 2004                  | Nommé    | Monsieur Ibrahim et les Fleurs du Coran | François Dupeyron                   |
| 2005                  | Nommé    | Les choristes                           | Christophe Barratier                |
| 2005                  | Nommé    | Un long dimanche de fiançailles         | Jean-Pierre Jeunet                  |
| 2006                  | Nommé    | Joyeux Noël                             | Christian Carion                    |
| 2008                  | Lauréat  | Le Scaphandre et le Papillon            | Julian Schnabel                     |
| 2008                  | Nommé    | Persepolis                              | Vincent Paronnaud & Marjane Satrapi |
| 2009                  | Nommé    | Il y a longtemps que je t'aime          | Philippe Claudel                    |
| 2010                  | Nommé    | Un prophète                             | Jacques Audiard                     |
| 2011                  | Nommé    | Le Concert                              | Radu Mihaileanu                     |
| 2013                  | Lauréat  | Amour                                   | Michael Haneke                      |
| 2013                  | Nommé    | De rouille et d'os                      | Jacques Audiard                     |
| 2013                  | Nommé    | Intouchables                            | Olivier Nakache et Éric Toledano    |
| 2014                  | Nommé    | La Vie d'Adèle                          | Abdellatif Kechiche                 |
| 2014                  | Nommé    | Le Passé                                | Asghar Farhadi                      |
| 2015                  | Nommé    | Gett, le procès de Viviane Amsalem      | Shlomi Elkabetz et Ronit Elkabetz   |
| 2016                  | Nommé    | Mustang                                 | Deniz Gamze Ergüven                 |
| 2016                  | Nommé    | Le Tout Nouveau Testament               | Jaco Van Dormael                    |
| 2017                  | Lauréat  | Elle                                    | Paul Verhoeven                      |
| 2017                  | Nommé    | Divines                                 | Houda Benyamina                     |
| 2017                  | Nommé    | Le Client                               | Asghar Farhadi                      |
| 2018                  | Lauréat  | In the Fade                             | Fatih Akın                          |
| 2018                  | Nommé    | The Square                              | Ruben Östlund                       |
| 2024                  | Lauréate | Justine Triet                           | Anatomie d'une chute                |

### Golden Globe de la meilleure actrice dans un second rôle
| Année | Statut   | Actrice           | Film               |
| ----- | -------- | ----------------- | ------------------ |
| 1953  | Lauréate | Colette Marchand  | Moulin Rouge       |
| 1965  | Nommée   | Lila Kedrova      | Zorba le Grec      |
| 1967  | Lauréate | Jocelyne LaGarde  | Hawaï              |
| 1975  | Nommée   | Valentina Cortese | La Nuit Américaine |
| 1997  | Nommée   | Juliette Binoche  | Le Patient anglais |
| 2012  | Nommée   | Bérénice Bejo     | The Artist         |

### Golden Globe du meilleur acteur dans un second rôle
| Année | Statut | Acteur | Film |
| ----- | ------ | ------ | ---- |
|       |        |        |      |

### Golden Globe du meilleur espoir
La récompense changea souvent de nom et fut attribuée de manière irrégulière.
Trois récompenses passées primaient de jeunes "espoirs" du cinéma.En 1948, 1949, 1953 et 1959 a été remis un Golden Globe de la jeunesse (Juvenile Performance). En 1948 ; 1950 ; de 1952 à 1981 ; 1983 ont été remis le Golden Globe de la Révélation masculine de l'année (New Star of the Year - Actor) et celui de la Révélation féminine de l'année (New Star of the Year - Actress)
| Année | Nom de la récompense                               | Statut   | Acteur           | Film         |
| ----- | -------------------------------------------------- | -------- | ---------------- | ------------ |
| 1953  | Golden Globe de la révélation féminine de l'année  | Lauréate | Colette Marchand | Moulin Rouge |
| 1964  | Golden Globe de la révélation masculine de l'année | Nommé    | Alain Delon      | Le Guépard   |

### Golden Globe du meilleur scénario
| Année | Statut   | Personnalité(s)                             | Film                 |
| ----- | -------- | ------------------------------------------- | -------------------- |
| 1969  | Nommé    | Roman Polanski                              | Rosemary's Baby      |
| 1982  | Nommés   | Constantin Costa-Gavras & Donald E. Stewart | Missing              |
| 2012  | Nommé    | Michel Hazanavicius                         | The Artist           |
| 2021  | Nommé    | Florian Zeller et Christopher Hampton       | The Father           |
| 2024  | Lauréate | Justine Triet                               | Anatomie d'une chute |

### Golden Globe de la Meilleure musique de film&Golden Globe de la Meilleure chanson originale
| Année | Statut   | Catégorie                 | Personnalité(s)                                           | Film                                                          |
| ----- | -------- | ------------------------- | --------------------------------------------------------- | ------------------------------------------------------------- |
| 1963  | Nommé    | Meilleure musique de film | Maurice Jarre                                             | Lawrence d'Arabie                                             |
| 1966  | Lauréat  | Meilleure musique de film | Maurice Jarre                                             | Docteur Jivago                                                |
| 1967  | Nommé    | Meilleure musique de film | Maurice Jarre                                             | Paris brûle-t-il ?                                            |
| 1969  | Lauréats | Meilleure chanson         | Michel Legrand, Alan Bergman & Marilyn Bergman            | L'Affaire Thomas Crown ("The Windmills of Your Mind")         |
| 1970  | Nommé    | Meilleure musique de film | Georges Delerue                                           | Anne des mille jours                                          |
| 1970  | Nommés   | Meilleure chanson         | Michel Legrand, Alan Bergman & Marilyn Bergman            | The Happy Ending ("What Are You Doing the Rest of Your Life") |
| 1970  | Nommé    | Meilleure musique de film | Michel Legrand                                            | The Happy Ending                                              |
| 1971  | Lauréat  | Meilleure musique de film | Francis Lai                                               | Love Story                                                    |
| 1971  | Nommé    | Meilleure musique de film | Michel Legrand                                            | Wuthering Heights                                             |
| 1971  | Nommés   | Meilleure chanson         | Michel Legrand, Alan Bergman & Marilyn Bergman            | Pieces of Dreams ("Pieces of Dreams")                         |
| 1972  | Nommé    | Meilleure musique de film | Michel Legrand                                            | Un été 42                                                     |
| 1972  | Nommé    | Meilleure musique de film | Michel Legrand                                            | Le Mans                                                       |
| 1973  | Nommé    | Meilleure musique de film | Michel Legrand                                            | Lady Sings the Blues                                          |
| 1973  | Nommés   | Meilleure chanson         | Maurice Jarre, Alan Bergman & Marilyn Bergman             | Juge et Hors-la-loi ("Marmalade, Molasses and Honey")         |
| 1974  | Nommé    | Meilleure musique de film | Georges Delerue                                           | Le Jour du dauphin                                            |
| 1976  | Nommé    | Meilleure musique de film | Maurice Jarre                                             | L'Homme qui voulut être roi                                   |
| 1980  | Nommé    | Meilleure musique de film | Georges Delerue                                           | I Love You, je t'aime                                         |
| 1981  | Nommés   | Meilleure chanson         | Michel Legrand & Carol Connors                            | Falling in Love Again ("Yesterday's Dreams")                  |
| 1984  | Nommés   | Meilleure musique de film | Michel Legrand, Alan Bergman & Marilyn Bergman            | Yentl                                                         |
| 1984  | Nommés   | Meilleure chanson         | Michel Legrand, Alan Bergman & Marilyn Bergman            | Yentl ("The Way He Makes Me Feel")                            |
| 1985  | Lauréat  | Meilleure musique de film | Maurice Jarre                                             | La Route des Indes                                            |
| 1986  | Nommé    | Meilleure musique de film | Maurice Jarre                                             | Witness                                                       |
| 1986  | Nommé    | Meilleure musique de film | Michel Colombier                                          | Soleil de nuit                                                |
| 1987  | Nommé    | Meilleure musique de film | Maurice Jarre                                             | Mosquito Coast                                                |
| 1989  | Lauréat  | Meilleure musique de film | Maurice Jarre                                             | Gorilles dans la brume                                        |
| 1996  | Lauréat  | Meilleure musique de film | Maurice Jarre                                             | Les Vendanges de feu                                          |
| 1997  | Lauréat  | Meilleure musique de film | Gabriel Yared                                             | Le Patient anglais                                            |
| 2000  | Nommé    | Meilleure musique de film | Gabriel Yared                                             | Le Talentueux Mr Ripley                                       |
| 2001  | Nommé    | Meilleure musique de film | Maurice Jarre                                             | Sunshine                                                      |
| 2004  | Nommé    | Meilleure musique de film | Gabriel Yared                                             | Retour à Cold Mountain                                        |
| 2004  | Nommé    | Meilleure musique de film | Alexandre Desplat                                         | La Jeune Fille à la perle                                     |
| 2006  | Nommé    | Meilleure musique de film | Alexandre Desplat                                         | Syriana                                                       |
| 2007  | Lauréat  | Meilleure musique de film | Alexandre Desplat                                         | Le Voile des illusions                                        |
| 2009  | Nommé    | Meilleure musique de film | Alexandre Desplat                                         | L'Étrange Histoire de Benjamin Button                         |
| 2011  | Nommé    | Meilleure musique de film | Alexandre Desplat                                         | Le Discours d'un roi                                          |
| 2012  | Lauréat  | Meilleure musique de film | Ludovic Bource                                            | The Artist                                                    |
| 2013  | Nommé    | Meilleure musique de film | Alexandre Desplat                                         | Argo                                                          |
| 2013  | Nommés   | Meilleure chanson         | Claude-Michel Schonberg, Alain Boublil & Herbert Kretzmer | Les Misérables ("Suddenly")                                   |
| 2015  | Nommé    | Meilleure musique de film | Alexandre Desplat                                         | The Imitation Game                                            |
| 2016  | Nommé    | Meilleure musique de film | Alexandre Desplat                                         | Danish Girl                                                   |
| 2018  | Lauréat  | Meilleure musique de film | Alexandre Desplat                                         | La Forme de l'eau                                             |
| 2019  | Nommé    | Meilleure musique de film | Alexandre Desplat                                         | L'Île aux chiens                                              |
| 2020  | Nommé    | Meilleure musique de film | Alexandre Desplat                                         | Les Filles du docteur March                                   |
| 2021  | Nommé    | Meilleure musique de film | Alexandre Desplat                                         | Minuit dans l'univers                                         |